# ジェミラ
ジェミラ (Djémila, جميلة) は、アルジェリアの北東の岸に近い山村である。村の名前はアラビア語で「美しいもの」を指す。それ以前のラテン語での名称はクイクルム (Cuiculum) だった。古代ローマ時代の遺跡が良好な保存状態で現存していることから、1982年にユネスコの世界遺産に登録されている。特に、山の地形に合わせてローマ建築が持ち込まれた点に特色があり、劇場、2つの集会場、寺院、バシリカ、アーチ、街路、住居群などが現存している。
ジェミラはコンスタンティーヌやカビリ (Petite Kabylie) に隣接する地域にあり、アルジェリアの中でも、重要な歴史的価値を引き継いだ出色の古代遺跡を持つ村となっている。良好な保存状態のローマ遺跡群は、Harshの集会場周辺に集まっている。この集会場は、舗装された正方形のもので、入り口には威風堂々たる門が構えている。
ジェミラは元々、クイクルムの名で西暦1世紀に建てられた植民都市である。当初は兵たちの居住地だったのだが、後には大商いを行う市場町になった。町の発展は主に穀物やオリーブなどの農作物によって支えられていた。しかし、ローマ帝国が没落した後、都市は緩やかに廃れていった。
後にムスリムが一帯を制圧した時、彼らはこの村に再入植しようとはしなかったが、名前を「美しいもの」を意味するアラビア語に改称した。

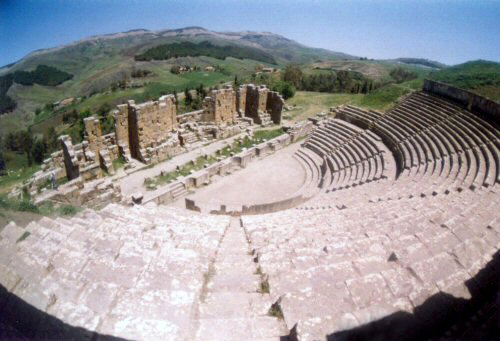
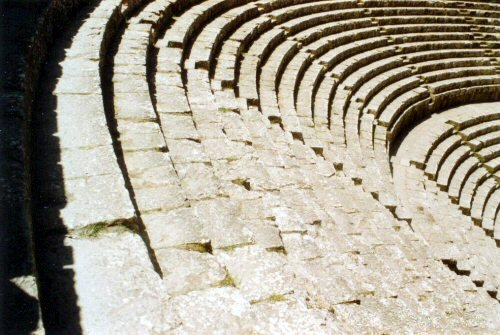
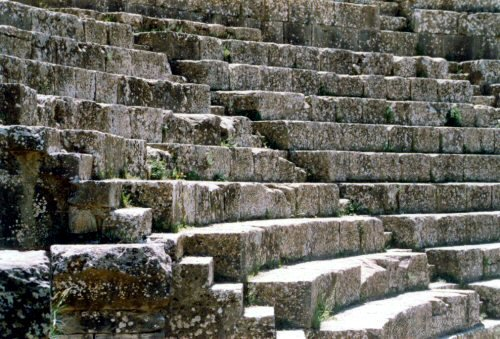

## 世界遺産

### 登録基準
この世界遺産は世界遺産登録基準のうち、以下の条件を満たし、登録された（以下の基準は世界遺産センター公表の登録基準からの翻訳、引用である）。
- (3) 現存するまたは消滅した文化的伝統または文明の、唯一のまたは少なくとも稀な証拠。
- (4) 人類の歴史上重要な時代を例証する建築様式、建築物群、技術の集積または景観の優れた例。

座標: 北緯36度19分14秒 東経5度44分8秒 / 北緯36.32056度 東経5.73556度